# Tỉnh hải ngoại và lãnh thổ hải ngoại thuộc Pháp

Các lãnh thổ hải ngoại của Pháp (được khoanh tròn bằng màu đỏ)

Tỉnh và Lãnh thổ Hải ngoại thuộc Pháp (tiếng Pháp: départements d'outre-mer et territoires d'outre-mer hay viết tắt là DOM-TOM) bao gồm các vùng lãnh thổ do Cộng hòa Pháp quản lý nằm bên ngoài ranh giới địa lý của châu Âu. Các lãnh thổ này có tình trạng pháp lý khác nhau và mức độ tự trị cũng có những khác biệt, tất cả đều có đại diện trong Quốc hội Pháp (trừ những lãnh thổ không có dân cư), và có quyền bỏ phiếu trong cuộc bầu cử Nghị viện châu Âu. Các Tỉnh và Lãnh thổ Hải ngoại thuộc Pháp bao gồm nhiều hải đảo tại Đại Tây Dương, Thái Bình Dương và Ấn Độ Dương, Guyane thuộc Pháp thuộc đại lục Nam Mỹ và lãnh thổ tuyên bố chủ quyền tại Nam Cực cũng như các đảo xung quanh. Tổng dân số của các Tỉnh và Lãnh thổ Hải ngoại thuộc Pháp là 2.685.705 người (1/2011).

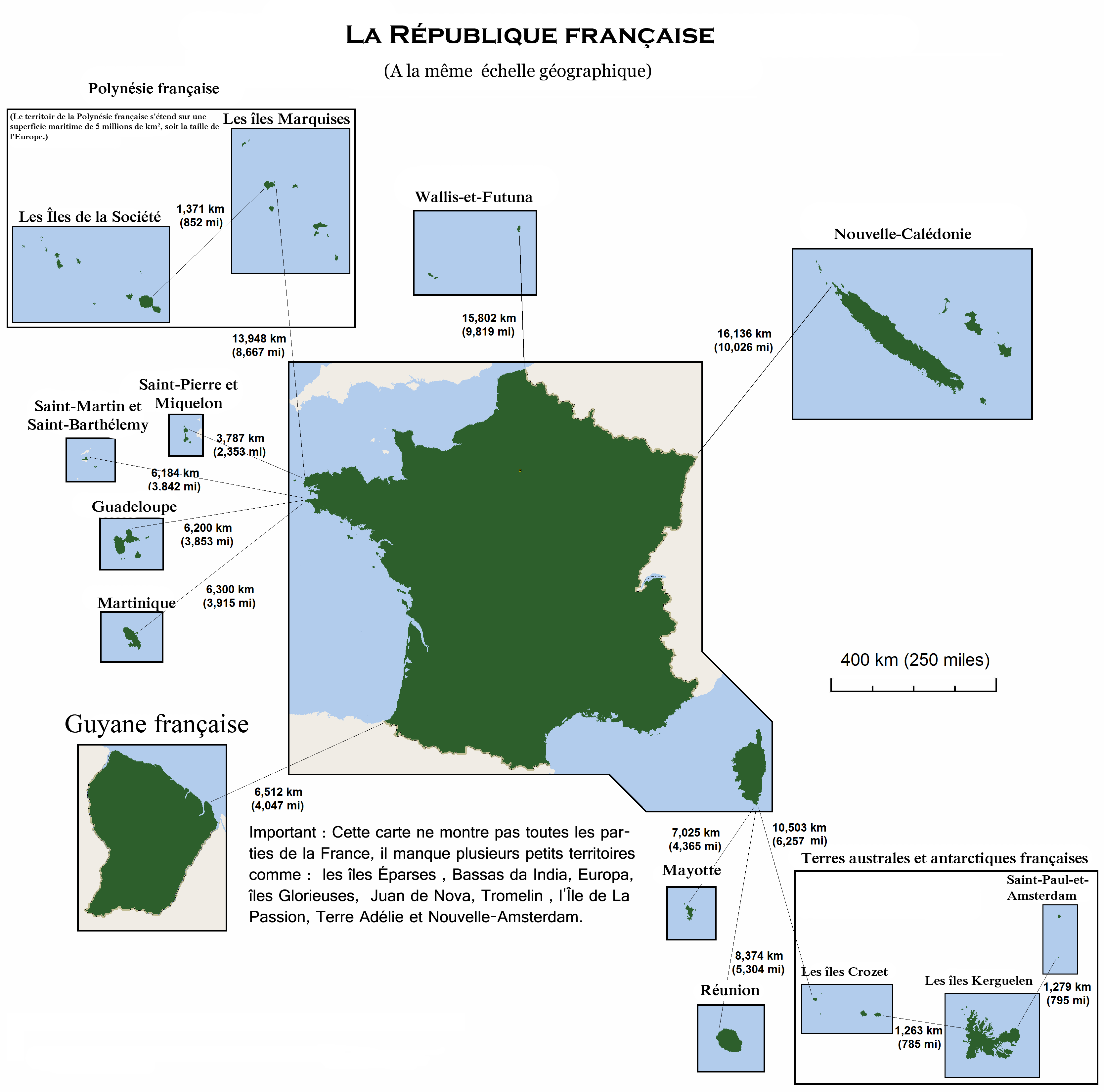
Bản đồ Cộng hòa Pháp, với diện tích tương đương và khoảng cách của các tỉnh và lãnh thổ hải ngoại

Theo quan điểm pháp lý và hành chính, các tỉnh rất khác so với các lãnh thổ: theo Hiến pháp Cộng hòa Pháp, luật pháp Cộng hòa Pháp và các quy định chung (luật dân sự, luật hình sự, luật hành chính, luật xã hội, luật thuế...) tại các tỉnh giống như tại lãnh thổ chính quốc Pháp. Tuy nhiên, các điều luật và quy định riêng biệt có thể được lập thêm để phù hợp với vị trí đặc biệt của nó. Tại các lãnh thổ, nguyên tắc là ngược lại: các lãnh thổ được quản lý bởi quy chế tự trị, cho phép chúng có luật lệ riêng của mình, ngoại trừ một vài lĩnh vực đặc biệt (như quốc phòng, quan hệ đối ngoại, ngoại thương, tài chính, tòa án và luật hành chính).

## Tình trạng theo hiến pháp

### Vùng và tỉnh Hải ngoại
- Guadeloupe (1946)
- Martinique (1946)
- Guyane thuộc Pháp (1946)
- Réunion (1946)
- Mayotte (2011)

### Cộng đồng Hải ngoại
- Polynésie thuộc Pháp (năm 2004 được nâng lên xứ hải ngoại nhưng Hội đồng Hiến pháp Cộng hòa Pháp chỉ coi đây là 1 tước hiệu)
- Saint Pierre và Miquelon (từ 2003)
- Wallis và Futuna (2003)
- Saint Martin (2007)
- Saint Barthélemy (2007)

### Cộng đồng đặc biệt
- Nouvelle-Calédonie (Tân Thế giới) (1999)

### Lãnh thổ Hải ngoại
- Vùng đất phía Nam và châu Nam Cực thuộc Pháp, lãnh thổ hải ngoại duy nhất theo luật pháp.

### Lãnh thổ nhỏ
- Clipperton, 1 hòn đảo rộng khoảng 9 km².

## Đại diện trong Quốc hội Pháp
Với 2.685.705 người (2011), các tỉnh và lãnh thổ hải ngoại chiếm 4,1% dân số toàn Cộng hòa Pháp. Họ có đại diện trong cả 2 viện của Quốc hội.

### Hạ viện
Trong nhiệm kỳ thứ 13 (2007-2012), các tỉnh và lãnh thổ hải ngoại có 22 đại diện trong Hạ viện, chiếm 3,8% trong số 577 thành viên.
- Réunion: 5 đại biểu
- Guadeloupe: 4 đại biểu
- Martinique: 4 đại biểu
- Guyane thuộc Pháp: 2 đại biểu
- Polynésie thuộc Pháp: 2 đại biểu
- Nouvelle-Calédonie: 2 đại biểu
- Mayotte: 1 đại biểu
- Saint Pierre và Miquelon: 1 đại biểu
- Wallis và Futuna: 1 đại biểu
- Saint Martin: 0 đại biểu (tách từ Guadeloupe năm 2007)
- Saint Barthélemy: 0 đại biểu (tách từ Guadeloupe năm 2007)

### Thượng viện
Từ tháng 12/2008, các tỉnh và lãnh thổ hải ngoại có 19 đại biểu trong Thượng viện Pháp, chiếm 5,5% trong số 343 đại biểu.
- Réunion: 3 đại biểu
- Guadeloupe: 3 đại biểu
- Martinique: 2 đại biểu
- Guyane thuộc Pháp: 2 đại biểu
- Polynésie thuộc Pháp: 2 đại biểu
- Nouvelle-Calédonie: 2 đại biểu
- Mayotte: 2 đại biểu
- Saint Pierre và Miquelon: 1 đại biểu
- Wallis và Futuna: 1 đại biểu
- Saint Martin: 1 đại biểu
- Saint Barthélemy: 1 đại biểu

## Tỉnh và lãnh thổ có người ở
| Cờ                       | Tên                      | Thủ phủ        | Dân số           | Diện tích đất liền (km²) | Tình trạng             | Vị trí                        | Ghi chú                                                       |
| ------------------------ | ------------------------ | -------------- | ---------------- | ------------------------ | ---------------------- | ----------------------------- | ------------------------------------------------------------- |
| Guyane thuộc Pháp        | Guyane thuộc Pháp        | Cayenne        | 229.000 (1/2009) | 83.534                   | Tỉnh hải ngoại / vùng  | Nam Mỹ                        |                                                               |
| Guadeloupe               | Guadeloupe               | Basse-Terre    | 404.000 (1/2009) | 1.628                    | Tỉnh hải ngoại / vùng  | Caribe                        |                                                               |
| Martinique               | Martinique               | Fort-de-France | 402.000 (1/2009) | 1.128                    | Tỉnh hải ngoại / vùng  |                               |                                                               |
| Polynésie thuộc Pháp     | French Polynesia         | Saint-Denis    | 817.000 (1/2009) | 2.512                    | Tỉnh hải ngoại / vùng  | Châu Phi (Ấn Độ Dương)        |                                                               |
| Mayotte                  | Mayotte                  | Mamoudzou      | 186.452 (7/2007) | 374                      | Tỉnh hải ngoại / vùng  | Châu Phi (Eo biển Mozambique) | Comoros tuyên bố chủ quyền                                    |
| Nouvelle-Calédonie       | Nouvelle-Calédonie       | Nouméa         | 244.410 (1/2008) | 18.575                   | Cộng đồng đặc biệt     | Nam Thái Bình Dương           | Sẽ tổ chức trưng cầu dân ý về độc lập trong khoảng 2014-2019. |
| Réunion                  | Réunion                  | Papeete        | 264.000 (1/2009) | 4.167                    | Cộng đồng hải ngoại    | Nam Thái Bình Dương           |                                                               |
| Wallis và Futuna         | Wallis và Futuna         | Matāʻutu       | 13.484(7/2008)   | 274                      | Cộng đồng hải ngoại    | Nam Thái Bình Dương           |                                                               |
| Saint-Pierre và Miquelon | Saint Pierre và Miquelon | Saint-Pierre   | 6.099(1/2007)    | 242                      | Cộng đồng hải ngoại    | Đông Nam Canada               |                                                               |
| Saint-Barthélemy         | Saint Barthélemy         | Gustavia       | 8.450(1/2007)    | 21                       | Cộng đồng hải ngoại    | Caribe                        | Tách từ Guadeloupe vào ngày 22/2/2007.                        |
| Saint-Martin             | Saint Martin             | Marigot        | 35.925(1/2007)   | 53                       | Cộng đồng hải ngoại    | Caribe                        | Tách từ Guadeloupe vào ngày 22/2/2007.                        |
| Polynésie thuộc Pháp     | Tahiti                   | Saint-Denis    | 817.000 (1/2009) | 2.512                    | Châu Phi (Ấn Độ Dương) |                               |                                                               |

| Tổng cộng                                | Tổng cộng       | Tổng cộng                |
| Tình trạng                               | Dân số (1/2011) | Diện tích đất liền (km²) |
| ---------------------------------------- | --------------- | ------------------------ |
| Tỉnh Hải ngoại / vùng                    | 1.890.705       | 91.847                   |
| Cộng đồng Hải ngoại & Nouvelle-Calédonie | 795.000         | 23.632                   |
| Tổng                                     | 2.685.705       | 120.049                  |

### Không có người ở
| Cờ                                           | Tên gọi                         | Thủ phủ           | Diện tích đất liền (km²) | Tình trạng                                   | Vị trí                        | Ghi chú                                                   |
| -------------------------------------------- | ------------------------------- | ----------------- | ------------------------ | -------------------------------------------- | ----------------------------- | --------------------------------------------------------- |
| Pháp                                         | Clipperton                      | -                 | 7                        | Tài sản của Nhà nước Pháp                    | Phía tây bờ biển México       | México cũng tuyên bố chủ quyền                            |
| Vùng đất phía Nam và châu Nam Cực thuộc Pháp | Banc du Geyser                  | -                 | 1                        | Vùng đất phía Nam và châu Nam Cực thuộc Pháp | Châu Phi (Eo biển Mozambique) | Madagascar và Comoros cũng tuyên bố chủ quyền             |
| Vùng đất phía Nam và châu Nam Cực thuộc Pháp | Bassas da India                 | -                 | 1                        | Vùng đất phía Nam và châu Nam Cực thuộc Pháp | Châu Phi (Eo biển Mozambique) | Madagascar cũng tuyên bố chủ quyền                        |
| Vùng đất phía Nam và châu Nam Cực thuộc Pháp | Europa                          | -                 | 28                       | Vùng đất phía Nam và châu Nam Cực thuộc Pháp | Châu Phi (Eo biển Mozambique) | Madagascar cũng tuyên bố chủ quyền                        |
| Vùng đất phía Nam và châu Nam Cực thuộc Pháp | Juan de Nova                    | -                 | 5                        | Vùng đất phía Nam và châu Nam Cực thuộc Pháp | Châu Phi (Eo biển Mozambique) | Madagascar cũng tuyên bố chủ quyền                        |
| Vùng đất phía Nam và châu Nam Cực thuộc Pháp | Quần đảo Crozet                 | Alfred Faure      | 352                      | Vùng đất phía Nam và châu Nam Cực thuộc Pháp | Nam Ấn Độ Dương               |                                                           |
| Vùng đất phía Nam và châu Nam Cực thuộc Pháp | Quần đảo Kerguelen              | Port-aux-Français | 7.215                    | Vùng đất phía Nam và châu Nam Cực thuộc Pháp | Nam Ấn Độ Dương               |                                                           |
| Vùng đất phía Nam và châu Nam Cực thuộc Pháp | Đảo Saint-Paul và Đảo Amsterdam | Martin-de-Viviès  | 66                       | Vùng đất phía Nam và châu Nam Cực thuộc Pháp | Ấn Độ Dương                   |                                                           |
| Vùng đất phía Nam và châu Nam Cực thuộc Pháp | Quần đảo Glorioso               | -                 | 5                        | Vùng đất phía Nam và châu Nam Cực thuộc Pháp | Ấn Độ Dương                   | Comoros, Madagascar và Seychelles cũng tuyên bố chủ quyền |
| Vùng đất phía Nam và châu Nam Cực thuộc Pháp | Đảo Tromelin                    | -                 | 1                        | Vùng đất phía Nam và châu Nam Cực thuộc Pháp | Ấn Độ Dương                   | Mauritius cũng tuyên bố chủ quyền                         |

### Châu Nam Cực
| Cờ | Tên gọi         | Thủ phủ               | Diện tích đất liền (km²) | Tình trạng                                   | Vị trí       | Ghi chú                             |
| -- | --------------- | --------------------- | ------------------------ | -------------------------------------------- | ------------ | ----------------------------------- |
|    | Vùng đất Adélie | Trạm Dumont d'Urville | 432.000                  | Vùng đất phía Nam và châu Nam Cực thuộc Pháp | Châu Nam Cực | Theo Hệ thống Hiệp ước châu Nam Cực |

## Các thành phố lớn nhất
Xếp theo dân số đô thị:
- Pointe-à-Pitre–Les Abymes (Guadeloupe): 178.631 cư dân (2008)
- Saint-Denis (Réunion): 175.053 (2008)
- Fort-de-France (Martinique): 171.628 (2008)
- Nouméa (Nouvelle-Calédonie): 163.723 (2009)
- Saint-Pierre (Réunion): 148.273 (2008)
- Papeete (Polynésie thuộc Pháp): 131,695 (2007)
- Saint-Paul (Réunion): 103.008 (2008)
- Cayenne (Guyane thuộc Pháp): 102.089 (2008)